# Polypedilum juruna
Polypedilum juruna är en tvåvingeart som beskrevs av Bidawid 1996. Polypedilum juruna ingår i släktet Polypedilum och familjen fjädermyggor. Inga underarter finns listade i Catalogue of Life.